# Lijst van nummer 1-hits in Polen in 2012
Deze hits stonden in 2012 op nummer 1 in de Polish Airplay Chart, de bekendste hitlijst in Polen.
| Datum        | Artiest                 | Titel                                    |
| ------------ | ----------------------- | ---------------------------------------- |
| 7 januari    | Adele                   | Someone like you                         |
| 14 januari   | Rihanna & Calvin Harris | We found love                            |
| 21 januari   | Gotye & Kimbra          | Somebody that I used to know             |
| 28 januari   | Gotye & Kimbra          | Somebody that I used to know             |
| 4 februari   | Gotye & Kimbra          | Somebody that I used to know             |
| 11 februari  | Michel Teló             | Ai se eu te pego!                        |
| 18 februari  | Gotye & Kimbra          | Somebody that I used to know             |
| 25 februari  | Gotye & Kimbra          | Somebody that I used to know             |
| 3 maart      | Gotye & Kimbra          | Somebody that I used to know             |
| 10 maart     | Gotye & Kimbra          | Somebody that I used to know             |
| 17 maart     | Gotye & Kimbra          | Somebody that I used to know             |
| 24 maart     | Gotye & Kimbra          | Somebody that I used to know             |
| 31 maart     | Kelly Clarkson          | Stronger (What doesn't kill you)         |
| 7 april      | Nickelback              | Lullaby                                  |
| 14 april     | Jula                    | Za każdym razem                          |
| 21 april     | Jula                    | Za każdym razem                          |
| 28 april     | Fun. & Janelle Monáe    | We are young                             |
| 5 mei        | Nickelback              | Lullaby                                  |
| 12 mei       | Nickelback              | Lullaby                                  |
| 19 mei       | Aura Dione & Rock Mafia | Friends                                  |
| 26 mei       | Aura Dione & Rock Mafia | Friends                                  |
| 2 juni       | Oceana                  | Endless summer                           |
| 9 juni       | Oceana                  | Endless summer                           |
| 16 juni      | Oceana                  | Endless summer                           |
| 23 juni      | Carly Rae Jepsen        | Call me maybe                            |
| 30 juni      | Carly Rae Jepsen        | Call me maybe                            |
| 7 juli       | Flo Rida                | Whistle                                  |
| 14 juli      | Flo Rida                | Whistle                                  |
| 21 juli      | Pitbull                 | Back in time                             |
| 28 juli      | Pitbull                 | Back in time                             |
| 4 augustus   | Loka                    | Prawdziwe powietrze                      |
| 11 augustus  | Jula                    | Nie zatrzymasz mnie                      |
| 18 augustus  | Shakira                 | Addicted to you                          |
| 25 augustus  | Jula                    | Nie zatrzymasz mnie                      |
| 1 september  | Jula                    | Nie zatrzymasz mnie                      |
| 8 september  | Loreen                  | Euphoria                                 |
| 15 september | Loreen                  | Euphoria                                 |
| 22 september | Ewelina Lisowska        | Nieodporny rozum                         |
| 29 september | Ewelina Lisowska        | Nieodporny rozum                         |
| 6 oktober    | Ellie Goulding          | Lights                                   |
| 13 oktober   | Linkin Park             | Burn it down                             |
| 20 oktober   | Ewelina Lisowska        | Nieodporny rozum                         |
| 27 oktober   | Ewelina Lisowska        | Nieodporny rozum                         |
| 3 november   | Lykke Li                | I follow rivers                          |
| 10 november  | Lykke Li                | I follow rivers                          |
| 17 november  | Lykke Li                | I follow rivers                          |
| 24 november  | Lykke Li                | I follow rivers                          |
| 1 december   | Lana Del Rey            | Summertime sadness                       |
| 8 december   | Asaf Avidan             | One day / Reckoning song (Wankelmut rmx) |
| 15 december  | Lana Del Rey            | Summertime sadness                       |
| 22 december  | Lykke Li                | I follow rivers                          |
| 29 december  | Lana Del Rey            | Summertime sadness                       |